# Établissements Roussel
Établissements Roussel war ein französischer Hersteller von Automobilen.

## Unternehmensgeschichte
Das Unternehmen aus Charleville-Mézières begann etwa 1908 mit der Produktion von Automobilen. Der Markenname lautete Roussel. 1914 endete die Produktion.

## Fahrzeuge
Angeboten wurden die Modelle 10 CV und 12 CV, die mit Vierzylindermotoren ausgestattet waren. Die Karosserien boten wahlweise Platz für zwei oder vier Personen.